# La calle de las novias
La calle de las novias es una telenovela mexicana de TV Azteca, producida en el 2000 por ZUBA (casa productora de Christian Bach y Humberto Zurita), junto con Elisa Salinas y Juan David Burns.
Protagonizada por Silvia Navarro, Juan Manuel Bernal, Fabiola Campomanes y Sergio Basáñez. Con las actuaciones antagónicas de Lola Merino y Julieta Egurrola y con la participación estelar de Margarita Sanz.

## Sinopsis
“La calle de las novias” es un lugar donde conviven muchos espacios típicos del centro de la Ciudad de México: comerciantes establecidos, vendedores ambulantes, una vecindad, un café de chinos, un taller de costura, un viejo gimnasio de box y una pequeña iglesia del siglo XVIII. Pero el nombre se debe, a que ahí funcionan varias tiendas dedicadas a la venta de vestidos de novia.
Esta calle es testigo de la guerra entre dos familias: los Mendoza y los Sánchez. Román Mendoza, hijo de Augusto Mendoza y Diana Cañada, fue encarcelado por el asesinato de Eduardo Sánchez, pero en realidad, él decidió encubrir a su madre, quien es la verdadera asesina. Tras siete años en prisión, Román es puesto en libertad, y su salida coincide con la boda de María, hija del fallecido Eduardo Sánchez. Ese mismo día, conoce a una mujer llamada Aura, de quien queda perdidamente enamorado, sin embargo, Román desconoce que ella también es hija de Eduardo. El odio, el resentimiento y los secretos de ambas familias, son los obstáculos que enfrentarán Román y Aura, para que puedan estar juntos.

## Elenco
- Silvia Navarro - Aura Sánchez
- Juan Manuel Bernal - Román Mendoza Cañada
- Sergio Basáñez - Enrique Toledo Moret
- Omar Fierro - Manuel Ortega
- Lola Merino - Lisette
- Sergio Bustamante - Luis Cardozo
- Arcelia Ramírez - Emilia Mendoza
- Julieta Egurrola - Diana Cañada de Mendoza
- Rafael Cortés - Augusto Mendoza
- Margarita Sanz - Ernestina Vda. de Sánchez
- Fabiola Campomanes - María Sánchez
- Víctor Huggo Martín - Gabriel Sánchez
- Guillermo Gil - Padre Tomás
- Tania Arredondo - Mónica
- Bruno Bichir - Sergio
- Josafat Luna - Cuco
- Laura Padilla - Matilde
- Edith Kleiman - Marcela
- Tońo Valdez - Ramiro
- Verónica Contreras - Natividad

## Versiones
- En 2007, la cadena estadounidense MyNetwork TV realizó una adaptación de esta historia, bajo el nombre de Saints & Sinners (Santos y pecadores). Protagonizada por Tyler Kain, Scott Bailey, Natalie Martinez y Ryan Scott Greene, además de las actuaciones de Mel Harris, María Conchita Alonso, Robin Givens y Charles Shaughnessy.